# Monumento conmemorativo de Neckarzimmern

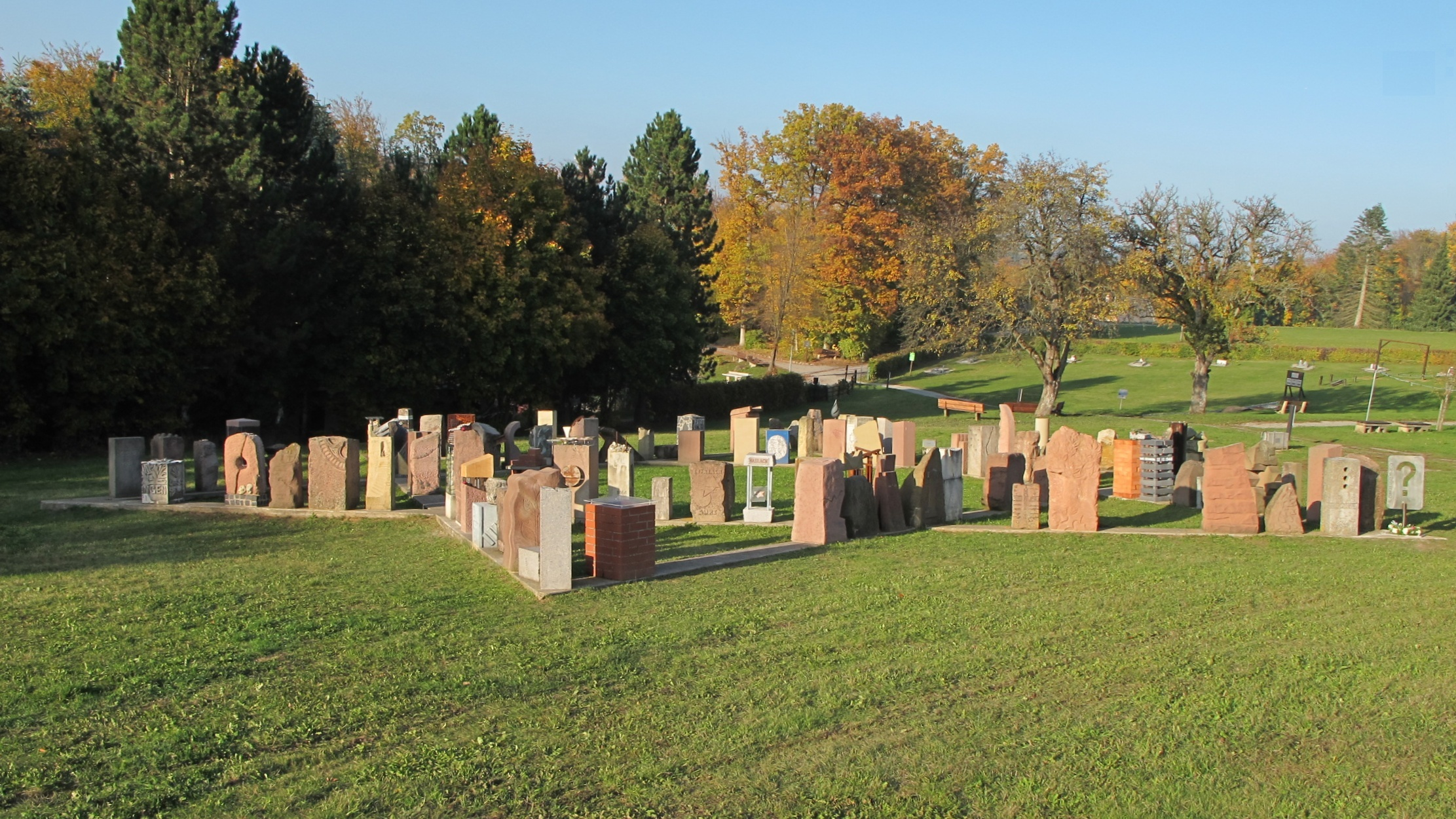

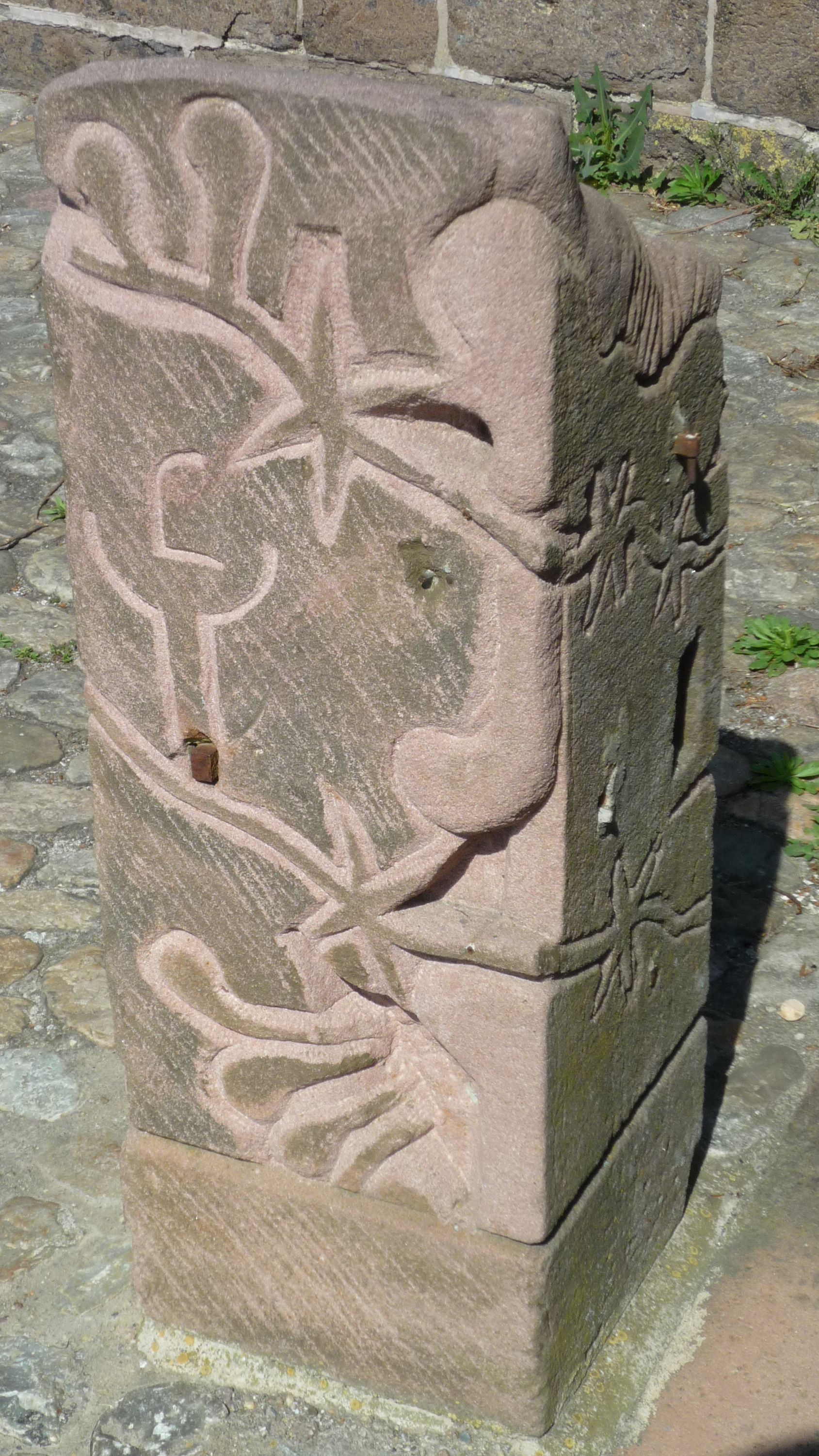
La piedra de las dos realizadas en Breisach am Rhein y que ha quedado en esta localidad.

El monumento conmemorativo de Neckarzimmern (Alemania), está dedicado a recordar la memoria de los judíos de Baden, Palatinado y Sarre que fueron deportados el año 1940 al Campo de Gurs (Francia). Es una construcción de hormigón a nivel del suelo con tamaño de 25 por 25 metros y forma de estrella en el que se han de depositar 139 monumentos de piedra realizados por jóvenes y escolares de los 139 lugares de los que procedían los judíos deportados. El monumento fue inaugurado el 23 de octubre de 2005. 

## Idea
En cada una de las 139 localidades de residencia de los judíos deportados han de realizar jóvenes y escolares de ese lugar dos piedras conmemorativas. Una de ellas permanecerá en la localidad en un lugar adecuado y la otra formará parte del monumento central de Neckarzimmern. El artista Karl Vollmer proyectó este monumento de este modo, considerando que la escultura realizada con hormigón a nivel de suelo es la parte estática, el hecho ocurrido, mientras que las piedras realizadas por los jóvenes es la parte dinámica, es la memoria que permanece hoy sobre el hecho ocurrido. El monumento habrá culminado su realización cuando las 139 piedras elaboradas por los jóvenes de las 139 comunidades de origen de los judíos deportados se hallen instaladas en él. En enero de 2012 se hallaban instaladas 98 piedras.

## Lugar
Se halla situado en una pradera cerca de la población y de fácil acceso. Un panel informativo explica los antecedentes ocurridos que dan sentido al proyecto y sus objetivos. Es visitado con gran interés por grupos escolares, lo cual es el fin principal de la creación del monumento, recordar a las generaciones actuales y venideras la deportación sufrida por los judíos.
- Datos: Q1885031
- Multimedia: Mahnmal Neckarzimmern / Q1885031